# C-Girl
「C-Girl」（シー・ガール）は、1988年4月20日に発売された浅香唯の10枚目のシングル。

## 解説
- 本人がイメージキャラクターを務めた「カネボウ'88 夏のプロモーション」のイメージソングとして使用され[2]、2025年3月時点でオリコンのデータでは、自身のシングルとして最大の売上を記録した[3]。
- 同年5月には、野村誠一撮影による写真集「C-GIRL」、6月には、本作を収録したアルバム『Candid Girl』、7月には、同アルバムをフィーチャーしたイメージ・ビデオ『Candid Girl -浅香唯 in Australia-』が発売された。
- 1991年2月に発売されたベスト・アルバム『Thanks a lot』には、ボーカル新録バージョンが収録されている。
- 作曲を担当したNOBODYが2011年に発表した30周年記念CD-BOX『NOBODY BOX 〜Early Days〜』に同曲のデモバージョンが収録されている。

## 評価
- 『ORICON WEEKLY』は「"スケバン"明け一発目がマージービートというのも意表をつかれたが、何よりも彼女のヴォーカルの進歩には目を見張るものがある。導入部→中サビ→大サビへの移行の中で、シンガー・浅香唯の新境地とも言える声の押し引きが見事に決まっている」と評した[4]。
- 音楽ライターのガモウユウイチは『昭和歌謡 職業作曲家ガイド』において、「初のNOBODYの起用だが、井上鑑のロックになり過ぎないツボを突いたアレンジが功を奏して、ハードでありながらもキャッチーなパワー・ポップ的なサウンドに仕上がっている」と評した[5]。

## 収録曲
- 両楽曲共に、編曲：井上鑑

1. C-Girl
作詞：森雪之丞／作曲：NOBODY
2. Stay by Me
作詞：麻生圭子／作曲：中崎英也

## 関連作品
- C-Girl
  - Candid Girl
  - Thanks a lot - ボーカル新録
  - シングル・コレクション
  - ANNIVERSARY 2824 （ライブ・アルバム）
  - 浅香唯大全集 THE COMPLETE BOX
  - 究極のベスト! 浅香唯
  - CRYSTALS 〜25th Anniversary Best〜
  - 浅香唯 ザ・ベスト
  - 浅香唯 30周年記念コンプリートBOX
  - YUI ASAKA 40th Anniversary Yui Selection 40 Years Four Seasons PLAYLIST
  - Candid Girl （映像作品）
  - Fun!Fan!Fun! Yuiグラフィティ （映像作品）
  - ロックンロール・サーカス'89 浅香唯スパークリング・ライブ （映像作品）

- Stay by Me
  - Candid Girl
  - 浅香唯大全集 THE COMPLETE BOX
  - 浅香唯 30周年記念コンプリートBOX

## カバー
- 片瀬那奈（2004年、アルバム『EXTENDED』に収録）
- Mi（2006年、アルバム『80's×Mi』に収録）
- 243（都志見久美子）（2016年3月20日、配信限定シングル）